# Schenzl Guidó-díj
A Schenzl Guidó-díj egy államilag adományozott elismerés, melyet a Agrárminisztérium ítél oda minden évben a magyar és a nemzetközi meteorológia területén kimagasló tudományos, kutatási és szakmai eredményeket elért meteorológusoknak. A kitüntetést évente március 23-án, a meteorológiai világnapon adják át. A Schenzl Guidó-díj a Pro Meteorologia emlékplakett mellett a magyarországi meteorológia egyik legmagasabb szakmai elismerése. Az érvényben levő miniszteri rendelet évente két díj kiadását engedélyezi.
A kitüntetést Schenzl Guidó (1823–1890) bencés szerzetes, meteorológus, geofizikus, tanár után nevezték el. A díjat 1995-ben alapították a Környezetvédelmi és Területfejlesztési Minisztérium rendeletére. Jelenleg a Agrárminisztérium adja át a díjakat.

## A díjazottak listája
- 1995: Mészáros Ernő
- 1995: Csaplak Andor
- 1996: Rákóczi Ferenc
- 1996: Zách Alfréd
- 1997: Czelnai Rudolf
- 1997: Szász Gábor
- 1998: Antal Emánuel
- 1998: Dobosi Zoltán
- 1999: Götz Gusztáv
- 1999: Justyák János
- 2000: Ambrózy Pál
- 2000: Major György
- 2001: Varga-Haszonits Zoltán
- 2001: Kéri Menyhért
- 2002: Koppány György
- 2002: Vissy Károly
- 2003: Szepesi Dezső
- 2004: Bodolai Istvánné
- 2005: Tänczer Tibor
- 2005: Tóth Pál
- 2006: Kapovits Albert
- 2006: Nagy Sándor
- 2007: Láng István
- 2008: Barát József
- 2008: Horváth Csaba
- 2009: Horváth László
- 2009: Mezősi Miklós
- 2010: Fejesné Sándor Valéria
- 2010: Geresdi István
- 2011: Haszpra László
- 2011: Wirth Endre
- 2011: Dévényi Dezső (posztumusz)
- 2012: Mika János
- 2012: Ináncsi László
- 2013: Anda Angéla
- 2013: Práger Tamás
- 2014: Bartholy Judit
- 2014: Dunkel Zoltán
- 2015: Varga László
- 2015: Weidinger Tamás
- 2016: Molnár Károly
- 2016: Tar Károly
- 2017: Puskás János
- 2017: Zemankovicsné Hunkár Márta
- 2018: Szentimrey Tamás
- 2018: Tasnádi Péter
- 2019: Bartha Imre
- 2019: Dunay Sándor
- 2020: Bozó László
- 2020: Németh Péter
- 2021: Ács Ferenc
- 2021: Németh Lajos
- 2022: Bonta Imre
- 2022: Makra László